# Nubia Martí
Nubia Martí (Piedras Negras, Coahuila, 12 de septiembre de 1954) es una actriz mexicana que ha trabajado para TV Azteca y Televisa, teniendo participaciones muy importantes en telenovelas. Ha hecho teatro, cine y televisión.

## Filmografía

### Telenovelas
- El ángel de Aurora (2024-2025) - Esperanza Castro de Calvario
- Eternamente amándonos (2023) - Olimpia Lascurain
- S.O.S Me estoy enamorando (2021-2022)
- Soltero con hijas (2019-2020) - Madre Arcadia
- Un poquito tuyo (2019) - Guadalupe "Lupita" Vda. de Montiel
- Tenías que ser tú (2018) - María Elena "Nena" Elorza Vda. de Santiesteban[1]
- UEPA! Un escenario para amar (2015) - Madre Luna
- Secretos de familia (2013) - Evangelina
- La mujer de Judas (2012) - Maricruz Landeros vda. de Balmori
- Quiéreme (2010) - Asunción Suárez
- Contrato de amor (2008) - Eloísa
- Se busca un hombre (2007-2008) - Adela Martell
- Amor sin condiciones (2006) - Coralia
- La hija del jardinero (2003-2004) - Guadalupe
- Súbete a mi moto (2002-2003) - Tía Susana
- Como en el cine (2001-2002) - Gabriela "Gaby" de De la Riva
- El amor no es como lo pintan (2000-2001) - Carolina de Alvarado
- Golpe bajo (2000) - Natalia
- El candidato (1999) - Eugenia
- Azul tequila (1998-1999) - María Clara Berriozábal
- A flor de piel (1994) - Virginia
- El peñón del Amaranto (1993) - Micaela
- Alcanzar una estrella II (1991)
- La pícara soñadora (1991)
- Saña (1986)
- Sí, mi amor (1984-1985) - Lady Constance
- En busca del paraíso (1982-1983) - Jessica
- Quiéreme siempre (1981-1982) - Isabel
- Muchacha de barrio (1979-1980) - Denisse
- Lágrimas negras (1979) - Eugenia
- Amor prohibido (1979)
- Rosario de amor (1978) - María
- El milagro de vivir (1975-1976) - Mili
- El juramento (1974)
- Los que ayudan a Dios (1973) - Ana Lía

### Series de TV
- La rosa de Guadalupe (2008-2022)
- Señora Acero, La Coyote (2016-2018) - Victoria Vda. de Phillips
- Un día cualquiera (2016) (Síndromes extraños "historia 2")
- Cada quien su santo (2009)
- Cambio de vida (2007-2008)
- Tan infinito como el desierto (2004)
- Lo que callamos las mujeres (2001) - Mercedes (episodio "La rival en casa")

### Películas
- La chamarra de la muerte (1989)
- Vuelven las sobrinas del diablo (1983)
- Los gatilleros del diablo (1983)
- Santo vs las lobas (1976) - Eloísa
- La bestia acorralada (1975) - Catalina
- Adorables mujercitas (1974) - Magda
- La carrera del millón (1974)
- Mujercitas (1973) - Magda
- Fuga en la noche (1973) - Elvira
- Santo y Blue Demon vs Drácula y el Hombre Lobo (1973) - Lina
- Los cachorros (1973)
- Cuna de valientes (1972)
- Padre nuestro que estás en la tierra (1972) - Laura
- El ausente (1972) - Güera Reyes
- Azul (1972)
- El increíble profesor Zovek (1972) - Virginia
- Pandilleros de la muerte (1972) - Caroline[2]

## Premios y nominaciones

### Premios TVyNovelas
| Año  | Categoría            | Programa          | Resultado |
| ---- | -------------------- | ----------------- | --------- |
| 2019 | Mejor primera actriz | Tenías que ser tú | Nominada  |